# 磁気異方性
磁気異方性（じきいほうせい、英: magnetic anisotropy）とは、強磁性体中の磁気モーメントの向きによって、その内部エネルギーが異なる性質をいう。
内部エネルギーが異なるため、磁気モーメントが向き易い方向(磁化容易方向)と、向き難い方向(磁化困難方向)が存在することになる。
応用の一例としてはクリップ磁石が挙げられる。一般的な棒磁石は長尺方向に磁極が発生し、短尺方向では発生しない(形状磁気異方性)。ところが黒板にメモ紙をクリップする磁石は、長尺方向ではなく面方向に磁極が生まれる。これは結晶磁気異方性を応用した設計によるものである。
また，ハードディスクも結晶磁気異方性を利用している。ハードディスクの記録層には、hcp構造のCo系合金が用いられており、個々の結晶粒の磁化は磁化容易方向であるc軸(hcp (002) )方向のどちらかを向いている。この向きにより01のデジタル情報を記録している。
磁気異方性は，その起源により下記のように分類される。

## 分類

### 結晶磁気異方性
磁性体の結晶の特定の方向に磁化容易方向または磁化困難方向が存在する性質のことである。どの方向に磁化が容易・困難になるかは、結晶内の原子配列（結晶の対称性）に主に依存する。その主たる起源としては、スピン軌道相互作用が挙げられる。

### 形状磁気異方性
磁性体の外形が、完全な球体からずれている（等方的でない）ことにより生じる磁気異方性のことである。つまり、短尺方向に比べて長尺方向に磁化されやすい性質を指す。

### 誘導磁気異方性
磁性体の成長時に誘導される磁気異方性のこと。磁界中で成膜する場合や基板結晶と格子不整合のある薄膜を成膜する場合、スパッタ成膜の際に特定の原子対が形成される場合などがある。